# Liste des monuments historiques protégés en 1983
Cet article recense les monuments historiques français classés ou inscrits en 1983.

## Protections
| Édifice                                                                   | Commune                             | Département             | Région                     | Protection | Base Mérimée                         | Coordonnées                         | Image |
| ------------------------------------------------------------------------- | ----------------------------------- | ----------------------- | -------------------------- | ---------- | ------------------------------------ | ----------------------------------- | ----- |
| Collège des Jésuites                                                      | Bourg-en-Bresse                     | Ain                     | Auvergne-Rhône-Alpes       | classé     | « PA00116320 », notice no PA00116320 | 46° 12′ 07″ nord, 5° 13′ 32″ est    |       |
| Maison au 5 rue Jules-Migonney                                            | Bourg-en-Bresse                     | Ain                     | Auvergne-Rhône-Alpes       | inscrit    | « PA00116335 », notice no PA00116335 | 46° 12′ 12″ nord, 5° 13′ 35″ est    |       |
| Château de Coiselet                                                       | Matafelon-Granges                   | Ain                     | Auvergne-Rhône-Alpes       | inscrit    | « PA00116423 », notice no PA00116423 | 46° 17′ 20″ nord, 5° 35′ 13″ est    |       |
| Château de Varey                                                          | Saint-Jean-le-Vieux                 | Ain                     | Auvergne-Rhône-Alpes       | inscrit    | « PA00116554 », notice no PA00116554 | 46° 01′ 36″ nord, 5° 24′ 16″ est    |       |
| Château du Vieux-Bost                                                     | Besson                              | Allier                  | Auvergne-Rhône-Alpes       | inscrit    | « PA00093000 », notice no PA00093000 | 46° 27′ 56″ nord, 3° 14′ 16″ est    |       |
| Château d'Ancinet                                                         | Doyet                               | Allier                  | Auvergne-Rhône-Alpes       | inscrit    | « PA00093085 », notice no PA00093085 | 46° 19′ 08″ nord, 2° 46′ 10″ est    |       |
| Château des Granges                                                       | Escurolles                          | Allier                  | Auvergne-Rhône-Alpes       | inscrit    | « PA00093097 », notice no PA00093097 | 46° 07′ 46″ nord, 3° 16′ 41″ est    |       |
| Maison des Bardets                                                        | Gannay-sur-Loire                    | Allier                  | Auvergne-Rhône-Alpes       | inscrit    | « PA00093109 », notice no PA00093109 | 46° 43′ 22″ nord, 3° 36′ 12″ est    |       |
| Église Saint-Jean-Baptiste                                                | Montcombroux-les-Mines              | Allier                  | Auvergne-Rhône-Alpes       | inscrit    | « PA00093162 », notice no PA00093162 | 46° 21′ 15″ nord, 3° 44′ 30″ est    |       |
| Maison des Gazons                                                         | Neuilly-le-Réal                     | Allier                  | Auvergne-Rhône-Alpes       | inscrit    | « PA00093247 », notice no PA00093247 | 46° 26′ 39″ nord, 3° 26′ 47″ est    |       |
| Château de la Lande                                                       | Vallon-en-Sully                     | Allier                  | Auvergne-Rhône-Alpes       | inscrit    | « PA00093328 », notice no PA00093328 | 46° 32′ 26″ nord, 2° 38′ 54″ est    |       |
| Château de Malijai                                                        | Malijai                             | Alpes-de-Haute-Provence | Provence-Alpes-Côte d'Azur | classé     | « PA00080413 », notice no PA00080413 | 44° 02′ 42″ nord, 6° 01′ 46″ est    |       |
| Chapelle Saint-Honorat                                                    | Les Mées                            | Alpes-de-Haute-Provence | Provence-Alpes-Côte d'Azur | classé     | « PA00080431 », notice no PA00080431 | 43° 58′ 14″ nord, 5° 56′ 05″ est    |       |
| Vestiges antiques                                                         | Riez                                | Alpes-de-Haute-Provence | Provence-Alpes-Côte d'Azur | classé     | « PA00080458 », notice no PA00080458 | 43° 49′ 32″ nord, 6° 07′ 47″ est    |       |
| Chapelle Saint-Étienne                                                    | Gréolières                          | Alpes-Maritimes         | Provence-Alpes-Côte d'Azur | classé     | « PA00080744 », notice no PA00080744 | 43° 47′ 54″ nord, 6° 56′ 40″ est    |       |
| Église Sainte-Marguerite                                                  | Lucéram                             | Alpes-Maritimes         | Provence-Alpes-Côte d'Azur | classé     | « PA00080757 », notice no PA00080757 | 43° 53′ 00″ nord, 7° 21′ 42″ est    |       |
| Oppidum des Encourdoules                                                  | Vallauris                           | Alpes-Maritimes         | Provence-Alpes-Côte d'Azur | inscrit    | « PA00080908 », notice no PA00080908 | 43° 35′ 15″ nord, 7° 03′ 41″ est    |       |
| Église Saint-Jean-Baptiste                                                | Villars-sur-Var                     | Alpes-Maritimes         | Provence-Alpes-Côte d'Azur | inscrit    | « PA00080919 », notice no PA00080919 | 43° 56′ 12″ nord, 7° 05′ 52″ est    |       |
| Croix Rouge de Baix                                                       | Baix                                | Ardèche                 | Auvergne-Rhône-Alpes       | classé     | « PA00116638 », notice no PA00116638 | 44° 43′ 09″ nord, 4° 45′ 13″ est    |       |
| Château de Maisonseule                                                    | Saint-Basile                        | Ardèche                 | Auvergne-Rhône-Alpes       | inscrit    | « PA00116778 », notice no PA00116778 | 44° 57′ 03″ nord, 4° 33′ 48″ est    |       |
| Chapelle Saint-Ostian de Viviers                                          | Viviers                             | Ardèche                 | Auvergne-Rhône-Alpes       | classé     | « PA00116858 », notice no PA00116858 | 44° 28′ 49″ nord, 4° 39′ 52″ est    |       |
| Château de Lacombe                                                        | Tarascon-sur-Ariège                 | Ariège                  | Occitanie                  | classé     | « PA00093926 », notice no PA00093926 | 42° 50′ 00″ nord, 1° 34′ 44″ est    |       |
| Château                                                                   | Arcis-sur-Aube                      | Aube                    | Grand Est                  | inscrit    | « PA00078017 », notice no PA00078017 | 48° 32′ 16″ nord, 4° 08′ 37″ est    |       |
| Maison des Trois Tours                                                    | Bar-sur-Aube                        | Aube                    | Grand Est                  | inscrit    | « PA00078037 », notice no PA00078037 | 48° 13′ 47″ nord, 4° 42′ 39″ est    |       |
| Chapelle Saint-Gengould                                                   | Saint-Benoist-sur-Vanne             | Aube                    | Grand Est                  | inscrit    | « PA00078215 », notice no PA00078215 | 48° 13′ 40″ nord, 3° 40′ 50″ est    |       |
| Église Saint-Thibaud                                                      | Saint-Léger-sous-Brienne            | Aube                    | Grand Est                  | inscrit    | « PA00078220 », notice no PA00078220 | 48° 24′ 12″ nord, 4° 30′ 09″ est    |       |
| Église Saint-Martin                                                       | Cuxac-d'Aude                        | Aude                    | Occitanie                  | classé     | « PA00102668 », notice no PA00102668 | 43° 14′ 37″ nord, 2° 59′ 55″ est    |       |
| Château de Villemartin                                                    | Gaja-et-Villedieu                   | Aude                    | Occitanie                  | inscrit    | « PA00102696 », notice no PA00102696 | 43° 04′ 58″ nord, 2° 11′ 53″ est    |       |
| Grange de Fontcalvy                                                       | Ouveillan                           | Aude                    | Occitanie                  | classé     | « PA00102845 », notice no PA00102845 | 43° 17′ 16″ nord, 2° 58′ 15″ est    |       |
| Fontaine                                                                  | Pousthomy                           | Aveyron                 | Occitanie                  | inscrit    | « PA00094104 », notice no PA00094104 | 43° 51′ 29″ nord, 2° 36′ 41″ est    |       |
| Église de Lagnac                                                          | Rodelle                             | Aveyron                 | Occitanie                  | inscrit    | « PA00094107 », notice no PA00094107 | 44° 29′ 23″ nord, 2° 36′ 40″ est    |       |
| Palais épiscopal                                                          | Vabres-l'Abbaye                     | Aveyron                 | Occitanie                  | inscrit    | « PA00094193 », notice no PA00094193 | 43° 56′ 43″ nord, 2° 50′ 09″ est    |       |
| Abbaye                                                                    | Altorf                              | Bas-Rhin                | Grand Est                  | classé     | « PA00084581 », notice no PA00084581 | 48° 31′ 19″ nord, 7° 31′ 58″ est    |       |
| Banc du roi de Rome                                                       | Gœrsdorf                            | Bas-Rhin                | Grand Est                  | inscrit    | « PA00084718 », notice no PA00084718 | 48° 56′ 22″ nord, 7° 45′ 42″ est    |       |
| Château                                                                   | Osthouse                            | Bas-Rhin                | Grand Est                  | classé     | « PA00084878 », notice no PA00084878 | 48° 23′ 59″ nord, 7° 38′ 21″ est    |       |
| Église mixte Saint-Jacques-le-Majeur                                      | Reipertswiller                      | Bas-Rhin                | Grand Est                  | classé     | « PA00084900 », notice no PA00084900 | 48° 55′ 54″ nord, 7° 27′ 48″ est    |       |
| Église de l'Assomption-de-la-Vierge                                       | Rosenwiller                         | Bas-Rhin                | Grand Est                  | inscrit    | « PA00084907 », notice no PA00084907 | 48° 30′ 22″ nord, 7° 26′ 25″ est    |       |
| Église protestante                                                        | Sélestat                            | Bas-Rhin                | Grand Est                  | inscrit    | « PA00084980 », notice no PA00084980 | 48° 15′ 36″ nord, 7° 27′ 12″ est    |       |
| Hôtel de Chanlas                                                          | Sélestat                            | Bas-Rhin                | Grand Est                  | classé     | « PA00084984 », notice no PA00084984 | 48° 15′ 38″ nord, 7° 27′ 10″ est    |       |
| Église protestante                                                        | Soultz-sous-Forêts                  | Bas-Rhin                | Grand Est                  | inscrit    | « PA00085007 », notice no PA00085007 | 48° 56′ 18″ nord, 7° 52′ 57″ est    |       |
| Chemin de croix                                                           | Still                               | Bas-Rhin                | Grand Est                  | classé     | « PA00085009 », notice no PA00085009 | 48° 33′ 04″ nord, 7° 24′ 33″ est    |       |
| Maison de la Radio et de la Télévision                                    | Strasbourg                          | Bas-Rhin                | Grand Est                  | classé     | « PA00085097 », notice no PA00085097 | 48° 35′ 41″ nord, 7° 45′ 35″ est    |       |
| Monastère d'Obersteigen                                                   | Wangenbourg-Engenthal               | Bas-Rhin                | Grand Est                  | inscrit    | « PA00085213 », notice no PA00085213 | 48° 38′ 33″ nord, 7° 18′ 22″ est    |       |
| Château du Nouveau-Windstein                                              | Windstein                           | Bas-Rhin                | Grand Est                  | classé     | « PA00085238 », notice no PA00085238 | 48° 59′ 37″ nord, 7° 40′ 42″ est    |       |
| Église Saint-Jean-Baptiste du Faubourg                                    | Aix-en-Provence                     | Bouches-du-Rhône        | Provence-Alpes-Côte d'Azur | classé     | « PA00081000 », notice no PA00081000 | 43° 31′ 45″ nord, 5° 26′ 37″ est    |       |
| Hôtel de Valbelle                                                         | Aix-en-Provence                     | Bouches-du-Rhône        | Provence-Alpes-Côte d'Azur | classé     | « PA00081057 », notice no PA00081057 | 43° 31′ 51″ nord, 5° 27′ 03″ est    |       |
| Hôtel d'Arlatan-Lauris                                                    | Aix-en-Provence                     | Bouches-du-Rhône        | Provence-Alpes-Côte d'Azur | classé     | « PA00081019 », notice no PA00081019 | 43° 31′ 38″ nord, 5° 27′ 14″ est    |       |
| Halle aux grains                                                          | Aix-en-Provence                     | Bouches-du-Rhône        | Provence-Alpes-Côte d'Azur | classé     | « PA00081013 », notice no PA00081013 | 43° 31′ 47″ nord, 5° 26′ 53″ est    |       |
| Hôtel Peyronetti                                                          | Aix-en-Provence                     | Bouches-du-Rhône        | Provence-Alpes-Côte d'Azur | classé     | « PA00081046 », notice no PA00081046 | 43° 31′ 42″ nord, 5° 26′ 52″ est    |       |
| Église Saint-Sébastien                                                    | Allauch                             | Bouches-du-Rhône        | Provence-Alpes-Côte d'Azur | inscrit    | « PA00081113 », notice no PA00081113 | 43° 20′ 11″ nord, 5° 28′ 56″ est    |       |
| Église Saint-Laurent                                                      | Eygalières                          | Bouches-du-Rhône        | Provence-Alpes-Côte d'Azur | classé     | « PA00081245 », notice no PA00081245 | 43° 45′ 44″ nord, 4° 56′ 56″ est    |       |
| Mas de Jaïsse                                                             | Eygalières                          | Bouches-du-Rhône        | Provence-Alpes-Côte d'Azur | classé     | « PA00081247 », notice no PA00081247 | 43° 46′ 06″ nord, 4° 56′ 22″ est    |       |
| Chapelle Saint-Nicolas                                                    | Marignane                           | Bouches-du-Rhône        | Provence-Alpes-Côte d'Azur | inscrit    | « PA00081321 », notice no PA00081321 | 43° 25′ 23″ nord, 5° 12′ 53″ est    |       |
| Église des Grands-Carmes                                                  | Marseille                           | Bouches-du-Rhône        | Provence-Alpes-Côte d'Azur | inscrit    | « PA00081338 », notice no PA00081338 | 43° 18′ 02″ nord, 5° 22′ 20″ est    |       |
| Chapelle Saint-Laurent                                                    | Pélissanne                          | Bouches-du-Rhône        | Provence-Alpes-Côte d'Azur | classé     | « PA00081400 », notice no PA00081400 | 43° 37′ 31″ nord, 5° 08′ 29″ est    |       |
| Église Saint-Michel                                                       | Salon-de-Provence                   | Bouches-du-Rhône        | Provence-Alpes-Côte d'Azur | classé     | « PA00081462 », notice no PA00081462 | 43° 38′ 26″ nord, 5° 05′ 54″ est    |       |
| Chalet Güttinger                                                          | Saint-Gatien-des-Bois               | Calvados                | Normandie                  | inscrit    | « PA00111669 », notice no PA00111669 | 49° 23′ 24″ nord, 0° 09′ 42″ est    |       |
| Motte castrale                                                            | Saint-Sever-Calvados                | Calvados                | Normandie                  | classé     | « PA00111722 », notice no PA00111722 | 48° 49′ 46″ nord, 1° 02′ 12″ ouest  |       |
| Château d'Auzers                                                          | Auzers                              | Cantal                  | Auvergne-Rhône-Alpes       | classé     | « PA00093470 », notice no PA00093470 | 45° 15′ 52″ nord, 2° 27′ 42″ est    |       |
| Croix                                                                     | Dienne                              | Cantal                  | Auvergne-Rhône-Alpes       | classé     | « PA00093505 », notice no PA00093505 | 45° 09′ 33″ nord, 2° 47′ 08″ est    |       |
| Croix de Montchanson                                                      | Val d'Arcomie                       | Cantal                  | Auvergne-Rhône-Alpes       | inscrit    | « PA00093511 », notice no PA00093511 | 44° 54′ 25″ nord, 3° 09′ 10″ est    |       |
| Chapelle Saint-Amand                                                      | Sourniac                            | Cantal                  | Auvergne-Rhône-Alpes       | inscrit    | « PA00093695 », notice no PA00093695 | 45° 16′ 41″ nord, 2° 21′ 12″ est    |       |
| Château de Sourniac                                                       | Sourniac                            | Cantal                  | Auvergne-Rhône-Alpes       | inscrit    | « PA00093694 », notice no PA00093694 | 45° 16′ 43″ nord, 2° 21′ 07″ est    |       |
| Abbaye Saint-Étienne de Bassac                                            | Bassac                              | Charente                | Nouvelle-Aquitaine         | classé     | « PA00104242 », notice no PA00104242 | 45° 39′ 43″ nord, 0° 06′ 19″ ouest  |       |
| Prieuré Saint-Léger                                                       | Cognac                              | Charente                | Nouvelle-Aquitaine         | inscrit    | « PA00104323 », notice no PA00104323 | 45° 41′ 42″ nord, 0° 19′ 43″ ouest  |       |
| Château de Menet                                                          | Montbron                            | Charente                | Nouvelle-Aquitaine         | inscrit    | « PA00104427 », notice no PA00104427 | 45° 40′ 03″ nord, 0° 30′ 51″ est    |       |
| Substructions gallo-romaines d'Embourie                                   | Paizay-Naudouin-Embourie            | Charente                | Nouvelle-Aquitaine         | classé     | « PA00104451 », notice no PA00104451 | 46° 02′ 28″ nord, 0° 02′ 17″ est    |       |
| Logis de Saint-Amant-de-Bonnieure                                         | Saint-Amant-de-Bonnieure            | Charente                | Nouvelle-Aquitaine         | classé     | « PA00104486 », notice no PA00104486 | 45° 51′ 07″ nord, 0° 17′ 39″ est    |       |
| Dolmen de Saint-Fort-sur-le-Né                                            | Saint-Fort-sur-le-Né                | Charente                | Nouvelle-Aquitaine         | classé     | « PA00104499 », notice no PA00104499 | 45° 34′ 21″ nord, 0° 17′ 39″ ouest  |       |
| Église Saint-Vivien de Bagnizeau                                          | Bagnizeau                           | Charente-Maritime       | Nouvelle-Aquitaine         | classé     | « PA00104610 », notice no PA00104610 | 45° 53′ 14″ nord, 0° 18′ 42″ ouest  |       |
| Église Saint-Barthélémy de Grandjean                                      | Grandjean                           | Charente-Maritime       | Nouvelle-Aquitaine         | classé     | « PA00104703 », notice no PA00104703 | 45° 52′ 37″ nord, 0° 36′ 24″ ouest  |       |
| Église Saint-Symphorien d'Haimps                                          | Haimps                              | Charente-Maritime       | Nouvelle-Aquitaine         | classé     | « PA00104708 », notice no PA00104708 | 45° 52′ 00″ nord, 0° 15′ 26″ ouest  |       |
| Château de Panloy                                                         | Port-d'Envaux                       | Charente-Maritime       | Nouvelle-Aquitaine         | inscrit    | « PA00104852 », notice no PA00104852 | 45° 50′ 33″ nord, 0° 41′ 12″ ouest  |       |
| Basilique Notre-Dame-des-Enfants                                          | Châteauneuf-sur-Cher                | Cher                    | Centre-Val de Loire        | inscrit    | « PA00096767 », notice no PA00096767 | 46° 51′ 31″ nord, 2° 19′ 21″ est    |       |
| Abbaye Saint-André de Meymac                                              | Meymac                              | Corrèze                 | Nouvelle-Aquitaine         | inscrit    | « PA00099802 », notice no PA00099802 | 45° 32′ 06″ nord, 2° 08′ 52″ est    |       |
| Église Saint-Gall de Saint-Jal                                            | Saint-Jal                           | Corrèze                 | Nouvelle-Aquitaine         | inscrit    | « PA00099863 », notice no PA00099863 | 45° 23′ 50″ nord, 1° 38′ 41″ est    |       |
| Cimetières et pyramide de la Sémillante                                   | Bonifacio                           | Corse-du-Sud            | Corse                      | classé     | « PA00099080 », notice no PA00099080 | 41° 20′ 24″ nord, 9° 15′ 18″ est    |       |
| Hôtel du Congrès                                                          | Châtillon-sur-Seine                 | Côte-d'Or               | Bourgogne-Franche-Comté    | inscrit    | « PA00112195 », notice no PA00112195 | 47° 51′ 25″ nord, 4° 34′ 20″ est    |       |
| Maison                                                                    | Dijon                               | Côte-d'Or               | Bourgogne-Franche-Comté    | inscrit    | « PA00112420 », notice no PA00112420 | 47° 19′ 19″ nord, 5° 02′ 24″ est    |       |
| Usine des biscuits Pernot                                                 | Dijon                               | Côte-d'Or               | Bourgogne-Franche-Comté    | inscrit    | « PA00112437 », notice no PA00112437 | 47° 19′ 39″ nord, 5° 02′ 22″ est    |       |
| Villa Messner                                                             | Dijon                               | Côte-d'Or               | Bourgogne-Franche-Comté    | inscrit    | « PA00112438 », notice no PA00112438 | 47° 19′ 39″ nord, 5° 02′ 47″ est    |       |
| Château de Flée                                                           | Flée                                | Côte-d'Or               | Bourgogne-Franche-Comté    | inscrit    | « PA00112459 », notice no PA00112459 | 47° 26′ 11″ nord, 4° 19′ 50″ est    |       |
| Église Saint-Jean-Baptiste                                                | Fleurey-sur-Ouche                   | Côte-d'Or               | Bourgogne-Franche-Comté    | inscrit    | « PA00112460 », notice no PA00112460 | 47° 18′ 58″ nord, 4° 51′ 36″ est    |       |
| Hôtel particulier                                                         | Nuits-Saint-Georges                 | Côte-d'Or               | Bourgogne-Franche-Comté    | inscrit    | « PA00112576 », notice no PA00112576 | 47° 08′ 17″ nord, 4° 56′ 58″ est    |       |
| Église Notre-Dame                                                         | Salmaise                            | Côte-d'Or               | Bourgogne-Franche-Comté    | classé     | « PA00112648 », notice no PA00112648 | 47° 27′ 27″ nord, 4° 39′ 40″ est    |       |
| Manoir de Kerhos                                                          | Kerbors                             | Côtes-d'Armor           | Bretagne                   | inscrit    | « PA00089210 », notice no PA00089210 | 48° 50′ 04″ nord, 3° 10′ 46″ ouest  |       |
| Manoir de Langonaval                                                      | Lannion                             | Côtes-d'Armor           | Bretagne                   | classé     | « PA00089277 », notice no PA00089277 | 48° 43′ 47″ nord, 3° 27′ 43″ ouest  |       |
| Moulin de la Lande du Crac'h                                              | Perros-Guirec                       | Côtes-d'Armor           | Bretagne                   | inscrit    | « PA00089385 », notice no PA00089385 | 48° 49′ 15″ nord, 3° 28′ 40″ ouest  |       |
| Château de Quintin                                                        | Quintin                             | Côtes-d'Armor           | Bretagne                   | classé     | « PA00089554 », notice no PA00089554 | 48° 24′ 11″ nord, 2° 54′ 31″ ouest  |       |
| Église Saint-Barthélemy d'Ars                                             | Ars                                 | Creuse                  | Nouvelle-Aquitaine         | classé     | « PA00099989 », notice no PA00099989 | 46° 00′ 16″ nord, 2° 04′ 41″ est    |       |
| Église Saint-Fidèle de Saint-Fiel                                         | Saint-Fiel                          | Creuse                  | Nouvelle-Aquitaine         | inscrit    | « PA00100159 », notice no PA00100159 | 46° 12′ 47″ nord, 1° 53′ 45″ est    |       |
| Grotte ornée du Mammouth                                                  | Domme                               | Dordogne                | Nouvelle-Aquitaine         | classé     | « PA00082516 », notice no PA00082516 | 44° 48′ 39″ nord, 1° 13′ 49″ est    |       |
| Grotte ornée du Pigeonnier                                                | Domme                               | Dordogne                | Nouvelle-Aquitaine         | classé     | « PA00082517 », notice no PA00082517 | 44° 48′ 40″ nord, 1° 13′ 49″ est    |       |
| Église Saint-André                                                        | Saint-André-de-Double               | Dordogne                | Nouvelle-Aquitaine         | inscrit    | « PA00082799 », notice no PA00082799 | 45° 08′ 47″ nord, 0° 19′ 08″ est    |       |
| Château d'Étalans                                                         | Étalans                             | Doubs                   | Bourgogne-Franche-Comté    | inscrit    | « PA00101641 », notice no PA00101641 | 47° 08′ 41″ nord, 6° 16′ 47″ est    |       |
| Église de La Chapelle-en-Vercors                                          | La Chapelle-en-Vercors              | Drôme                   | Auvergne-Rhône-Alpes       | classé     | « PA00116906 », notice no PA00116906 | 44° 58′ 05″ nord, 5° 24′ 56″ est    |       |
| Église Saint-Sauveur de Crest                                             | Crest                               | Drôme                   | Auvergne-Rhône-Alpes       | classé     | « PA00116926 », notice no PA00116926 | 44° 43′ 43″ nord, 5° 01′ 22″ est    |       |
| Château Vieux (ancien château Delphinal)                                  | Nyons                               | Drôme                   | Auvergne-Rhône-Alpes       | inscrit    | « PA00117003 », notice no PA00117003 | 44° 21′ 46″ nord, 5° 08′ 25″ est    |       |
| Chapelle Notre-Dame des Aspirants                                         | La Penne-sur-l'Ouvèze               | Drôme                   | Auvergne-Rhône-Alpes       | inscrit    | « PA00117006 », notice no PA00117006 | 44° 15′ 26″ nord, 5° 13′ 22″ est    |       |
| Château                                                                   | Peyrins                             | Drôme                   | Auvergne-Rhône-Alpes       | inscrit    | « PA00117008 », notice no PA00117008 | 45° 05′ 15″ nord, 5° 03′ 12″ est    |       |
| Maison dite de Diane de Poitiers                                          | La Roche-de-Glun                    | Drôme                   | Auvergne-Rhône-Alpes       | inscrit    | « PA00117019 », notice no PA00117019 | 45° 00′ 50″ nord, 4° 50′ 43″ est    |       |
| Maison                                                                    | Saint-Paul-Trois-Châteaux           | Drôme                   | Auvergne-Rhône-Alpes       | classé     | « PA00117056 », notice no PA00117056 | 44° 20′ 58″ nord, 4° 46′ 02″ est    |       |
| Maison                                                                    | Suze-la-Rousse                      | Drôme                   | Auvergne-Rhône-Alpes       | classé     | « PA00117074 », notice no PA00117074 | 44° 17′ 25″ nord, 4° 50′ 22″ est    |       |
| Chapelle des Cordeliers                                                   | Valence                             | Drôme                   | Auvergne-Rhône-Alpes       | classé     | « PA00117086 », notice no PA00117086 | 44° 56′ 06″ nord, 4° 53′ 31″ est    |       |
| Hôtel des Ponts-et-Chaussées                                              | Valence                             | Drôme                   | Auvergne-Rhône-Alpes       | inscrit    | « PA00117089 », notice no PA00117089 | 44° 56′ 03″ nord, 4° 53′ 27″ est    |       |
| Église Sainte-Marie d'Avrainville                                         | Avrainville                         | Essonne                 | Île-de-France              | inscrit    | « PA00087810 », notice no PA00087810 | 48° 33′ 46″ nord, 2° 14′ 45″ est    |       |
| Château de Courances                                                      | Courances                           | Essonne                 | Île-de-France              | classé     | « PA00087871 », notice no PA00087871 | 48° 26′ 28″ nord, 2° 28′ 10″ est    |       |
| Église Saint-Clair de Gometz-le-Châtel                                    | Gometz-le-Châtel                    | Essonne                 | Île-de-France              | inscrit    | « PA00087919 », notice no PA00087919 | 48° 40′ 42″ nord, 2° 08′ 22″ est    |       |
| Domaine de Piedefer                                                       | Viry-Châtillon                      | Essonne                 | Île-de-France              | classé     | « PA00088046 », notice no PA00088046 | 48° 40′ 12″ nord, 2° 22′ 30″ est    |       |
| Motte castrale de Venables                                                | Venables                            | Eure                    | Normandie                  | inscrit    | « PA00099597 », notice no PA00099597 | 49° 12′ 03″ nord, 1° 17′ 47″ est    |       |
| Maison Picassiette                                                        | Chartres                            | Eure-et-Loir            | Centre-Val de Loire        | classé     | « PA00097013 », notice no PA00097013 | 48° 26′ 32″ nord, 1° 30′ 25″ est    |       |
| Église Saint-Lucain de Loigny-la-Bataille                                 | Loigny-la-Bataille                  | Eure-et-Loir            | Centre-Val de Loire        | classé     | « PA00097135 », notice no PA00097135 | 48° 07′ 18″ nord, 1° 43′ 56″ est    |       |
| Dolmen de la Pierre Coquelée de Lutz-en-Dunois                            | Villemaury                          | Eure-et-Loir            | Centre-Val de Loire        | inscrit    | « PA00097139 », notice no PA00097139 | 48° 05′ 27″ nord, 1° 26′ 01″ est    |       |
| Dolmen La Pierre qui Tourne                                               | Morancez                            | Eure-et-Loir            | Centre-Val de Loire        | inscrit    | « PA00097163 », notice no PA00097163 | 48° 23′ 55″ nord, 1° 29′ 37″ est    |       |
| Église Notre-Dame-de-l'Assomption de Cléden-Poher                         | Cléden-Poher                        | Finistère               | Bretagne                   | classé     | « PA00089871 », notice no PA00089871 | 48° 14′ 08″ nord, 3° 40′ 11″ ouest  |       |
| Chapelle Notre-Dame de Kernitron                                          | Lanmeur                             | Finistère               | Bretagne                   | classé     | « PA00090056 », notice no PA00090056 | 48° 38′ 58″ nord, 3° 43′ 09″ ouest  |       |
| Couvent des Jacobins                                                      | Morlaix                             | Finistère               | Bretagne                   | classé     | « PA00090124 », notice no PA00090124 | 48° 34′ 37″ nord, 3° 49′ 30″ ouest  |       |
| Menhirs                                                                   | Plomeur                             | Finistère               | Bretagne                   | inscrit    | « PA00090193 », notice no PA00090193 | 47° 50′ 42″ nord, 4° 20′ 02″ ouest  |       |
| Ancien palais épiscopal (musée départemental breton)                      | Quimper                             | Finistère               | Bretagne                   | inscrit    | « PA00090331 », notice no PA00090331 | 47° 59′ 42″ nord, 4° 06′ 09″ ouest  |       |
| Château de Castille                                                       | Argilliers                          | Gard                    | Occitanie                  | classé     | « PA00102961 », notice no PA00102961 | 43° 58′ 26″ nord, 4° 29′ 54″ est    |       |
| Église de Saint-Michel de La Cadière-et-Cambo                             | La Cadière-et-Cambo                 | Gard                    | Occitanie                  | inscrit    | « PA00103028 », notice no PA00103028 | 43° 57′ 26″ nord, 3° 48′ 29″ est    |       |
| Hôtel de ville                                                            | Uzès                                | Gard                    | Occitanie                  | classé     | « PA00103259 », notice no PA00103259 | 44° 00′ 48″ nord, 4° 25′ 12″ est    |       |
| Livrée du cardinal Pierre de Luxembourg                                   | Villeneuve-lès-Avignon              | Gard                    | Occitanie                  | classé     | « PA00103309 », notice no PA00103309 | 43° 57′ 49″ nord, 4° 47′ 48″ est    |       |
| Château d'Avensac                                                         | Avensac                             | Gers                    | Occitanie                  | inscrit    | « PA00094721 », notice no PA00094721 | 43° 49′ 53″ nord, 0° 54′ 14″ est    |       |
| Église Saint-Aubin de Le Houga                                            | Le Houga                            | Gers                    | Occitanie                  | inscrit    | « PA00094808 », notice no PA00094808 | 43° 46′ 18″ nord, 0° 11′ 53″ ouest  |       |
| Église de Lagarde                                                         | Lagarde                             | Gers                    | Occitanie                  | inscrit    | « PA00094818 », notice no PA00094818 | 43° 57′ 51″ nord, 0° 33′ 18″ est    |       |
| Château de Saige                                                          | Cadaujac                            | Gironde                 | Nouvelle-Aquitaine         | inscrit    | « PA00083497 », notice no PA00083497 | 44° 45′ 10″ nord, 0° 31′ 47″ ouest  |       |
| Maison carrée d'Arlac                                                     | Mérignac                            | Gironde                 | Nouvelle-Aquitaine         | classé     | « PA00083628 », notice no PA00083628 | 44° 49′ 41″ nord, 0° 37′ 22″ ouest  |       |
| Grotte de Morne-Rita                                                      | Capesterre-de-Marie-Galante         | Guadeloupe              | Guadeloupe                 | classé     | « PA00105856 », notice no PA00105856 | 15° 54′ 10″ nord, 61° 12′ 13″ ouest |       |
| Commanderie des Hospitaliers de Saint-Jean                                | Soultz-Haut-Rhin                    | Haut-Rhin               | Grand Est                  | inscrit    | « PA00085680 », notice no PA00085680 | 47° 53′ 17″ nord, 7° 13′ 39″ est    |       |
| Couvent de Valle d'Alesani                                                | Piazzali                            | Haute-Corse             | Corse                      | classé     | « PA00099227 », notice no PA00099227 | 42° 19′ 11″ nord, 9° 24′ 08″ est    |       |
| Église Santa Maria                                                        | Pruno                               | Haute-Corse             | Corse                      | classé     | « PA00099235 », notice no PA00099235 | 42° 24′ 58″ nord, 9° 26′ 24″ est    |       |
| Château de Labastide-Beauvoir                                             | Labastide-Beauvoir                  | Haute-Garonne           | Occitanie                  | inscrit    | « PA00094358 », notice no PA00094358 | 43° 28′ 47″ nord, 1° 39′ 42″ est    |       |
| Église Saint-Victor de Montesquieu-Volvestre                              | Montesquieu-Volvestre               | Haute-Garonne           | Occitanie                  | classé     | « PA00094391 », notice no PA00094391 | 43° 12′ 31″ nord, 1° 13′ 52″ est    |       |
| Moulin à vent de la Maison Blanche                                        | Ally                                | Haute-Loire             | Auvergne-Rhône-Alpes       | inscrit    | « PA00092575 », notice no PA00092575 | 45° 08′ 34″ nord, 3° 20′ 02″ est    |       |
| Château de Ventressac                                                     | Chamalières-sur-Loire               | Haute-Loire             | Auvergne-Rhône-Alpes       | inscrit    | « PA00092639 », notice no PA00092639 | 45° 12′ 15″ nord, 4° 00′ 07″ est    |       |
| Château de Domeyrat                                                       | Domeyrat                            | Haute-Loire             | Auvergne-Rhône-Alpes       | classé     | « PA00092661 », notice no PA00092661 | 45° 15′ 00″ nord, 3° 30′ 09″ est    |       |
| Château de Jonchères                                                      | Rauret                              | Haute-Loire             | Auvergne-Rhône-Alpes       | classé     | « PA00092814 », notice no PA00092814 | 44° 47′ 34″ nord, 3° 47′ 22″ est    |       |
| Château de Saint-Germain-Laprade                                          | Saint-Germain-Laprade               | Haute-Loire             | Auvergne-Rhône-Alpes       | inscrit    | « PA00092846 », notice no PA00092846 | 45° 02′ 18″ nord, 3° 58′ 11″ est    |       |
| Croix de Sainte-Eugénie-de-Villeneuve                                     | Sainte-Eugénie-de-Villeneuve        | Haute-Loire             | Auvergne-Rhône-Alpes       | inscrit    | « PA00092839 », notice no PA00092839 | 45° 08′ 23″ nord, 3° 37′ 27″ est    |       |
| Château d'Ombret                                                          | Saugues                             | Haute-Loire             | Auvergne-Rhône-Alpes       | inscrit    | « PA00092888 », notice no PA00092888 | 44° 56′ 12″ nord, 3° 36′ 19″ est    |       |
| Château de Châteauvillain                                                 | Châteauvillain                      | Haute-Marne             | Grand Est                  | inscrit    | « PA00079002 », notice no PA00079002 | 48° 02′ 16″ nord, 4° 55′ 10″ est    |       |
| Croix de chemin de Parnot                                                 | Parnoy-en-Bassigny                  | Haute-Marne             | Grand Est                  | classé     | « PA00079175 », notice no PA00079175 | 48° 00′ 20″ nord, 5° 38′ 54″ est    |       |
| Enceinte de Faucogney-et-la-Mer                                           | Faucogney-et-la-Mer                 | Haute-Saône             | Bourgogne-Franche-Comté    | inscrit    | « PA00102156 », notice no PA00102156 | 47° 50′ 29″ nord, 6° 33′ 51″ est    |       |
| Château de Gézier                                                         | Gézier-et-Fontenelay                | Haute-Saône             | Bourgogne-Franche-Comté    | inscrit    | « PA00102173 », notice no PA00102173 | 47° 21′ 22″ nord, 5° 53′ 46″ est    |       |
| Église Saint-Pierre de Valay                                              | Valay                               | Haute-Saône             | Bourgogne-Franche-Comté    | inscrit    | « PA00102280 », notice no PA00102280 | 47° 20′ 13″ nord, 5° 38′ 17″ est    |       |
| Chapelle Sainte-Reine-de-Queutrey                                         | Vellexon-Queutrey-et-Vaudey         | Haute-Saône             | Bourgogne-Franche-Comté    | inscrit    | « PA00102286 », notice no PA00102286 | 47° 34′ 18″ nord, 5° 49′ 11″ est    |       |
| Chartreuse de Mélan                                                       | Taninges                            | Haute-Savoie            | Auvergne-Rhône-Alpes       | inscrit    | « PA00118447 », notice no PA00118447 | 46° 09′ 09″ nord, 6° 35′ 50″ est    |       |
| Dolmen de l'Héritière                                                     | Arnac-la-Poste                      | Haute-Vienne            | Nouvelle-Aquitaine         | classé     | « PA00100237 », notice no PA00100237 | 46° 17′ 10″ nord, 1° 19′ 45″ est    |       |
| Dolmen de La Borderie                                                     | Berneuil                            | Haute-Vienne            | Nouvelle-Aquitaine         | classé     | « PA00100246 », notice no PA00100246 | 46° 04′ 23″ nord, 1° 04′ 38″ est    |       |
| Mottes castrales du Mazaubrun                                             | Châlus                              | Haute-Vienne            | Nouvelle-Aquitaine         | inscrit    | « PA00100272 », notice no PA00100272 | 45° 38′ 58″ nord, 0° 59′ 27″ est    |       |
| Château du Mazeau                                                         | Rempnat                             | Haute-Vienne            | Nouvelle-Aquitaine         | classé     | « PA00100423 », notice no PA00100423 | 45° 40′ 51″ nord, 1° 53′ 47″ est    |       |
| Église Saint-Jean-Baptiste de Saint-Jean-Ligoure                          | Saint-Jean-Ligoure                  | Haute-Vienne            | Nouvelle-Aquitaine         | inscrit    | « PA00100451 », notice no PA00100451 | 45° 41′ 23″ nord, 1° 18′ 40″ est    |       |
| Chapelle Saint-Claude de La Bâtie                                         | Les Vigneaux                        | Hautes-Alpes            | Provence-Alpes-Côte d'Azur | inscrit    | « PA00080635 », notice no PA00080635 | 44° 48′ 43″ nord, 6° 33′ 32″ est    |       |
| Moulin à eau de Villar-Loubière                                           | Villar-Loubière                     | Hautes-Alpes            | Provence-Alpes-Côte d'Azur | inscrit    | « PA00080638 », notice no PA00080638 | 44° 49′ 33″ nord, 6° 08′ 41″ est    |       |
| Maison Latour                                                             | La Barthe-de-Neste                  | Hautes-Pyrénées         | Occitanie                  | inscrit    | « PA00095341 », notice no PA00095341 | 43° 04′ 53″ nord, 0° 23′ 00″ est    |       |
| Grottes de Labastide                                                      | Labastide                           | Hautes-Pyrénées         | Occitanie                  | classé     | « PA00095383 », notice no PA00095383 | 43° 01′ 58″ nord, 0° 20′ 45″ est    |       |
| Chapelle Notre-Dame-de-Garaison                                           | Monléon-Magnoac                     | Hautes-Pyrénées         | Occitanie                  | classé     | « PA00095399 », notice no PA00095399 | 43° 12′ 23″ nord, 0° 30′ 09″ est    |       |
| Prieuré de Saint-Orens-en-Lavedan                                         | Villelongue                         | Hautes-Pyrénées         | Occitanie                  | classé     | « PA00095445 », notice no PA00095445 | 42° 57′ 05″ nord, 0° 02′ 05″ ouest  |       |
| Hospice Ferrari                                                           | Clamart                             | Hauts-de-Seine          | Île-de-France              | inscrit    | « PA00088093 », notice no PA00088093 | 48° 47′ 55″ nord, 2° 15′ 45″ est    |       |
| Pavillon de Vendôme                                                       | Clichy                              | Hauts-de-Seine          | Île-de-France              | classé     | « PA00088099 », notice no PA00088099 | 48° 54′ 17″ nord, 2° 18′ 15″ est    |       |
| Maison du Peuple de Clichy                                                | Clichy                              | Hauts-de-Seine          | Île-de-France              | classé     | « PA00088098 », notice no PA00088098 | 48° 54′ 05″ nord, 2° 18′ 53″ est    |       |
| Maison Bloc                                                               | Meudon                              | Hauts-de-Seine          | Île-de-France              | classé     | « PA00088120 », notice no PA00088120 | 48° 48′ 49″ nord, 2° 13′ 44″ est    |       |
| Basilique Saint-Aphrodise                                                 | Béziers                             | Hérault                 | Occitanie                  | classé     | « PA00103373 », notice no PA00103373 | 43° 20′ 49″ nord, 3° 12′ 54″ est    |       |
| Château de Savignac-le-Haut                                               | Cazouls-lès-Béziers                 | Hérault                 | Occitanie                  | inscrit    | « PA00103421 », notice no PA00103421 | 43° 23′ 36″ nord, 3° 06′ 08″ est    |       |
| Mausolée romain de Lodève                                                 | Lodève                              | Hérault                 | Occitanie                  | classé     | « PA00103489 », notice no PA00103489 | 43° 43′ 58″ nord, 3° 17′ 41″ est    |       |
| Église Saint-Jean de Bébian                                               | Pézenas                             | Hérault                 | Occitanie                  | classé     | « PA00103634 », notice no PA00103634 | 43° 28′ 59″ nord, 3° 24′ 43″ est    |       |
| Pont sur la Thongue                                                       | Servian                             | Hérault                 | Occitanie                  | inscrit    | « PA00103725 », notice no PA00103725 | 43° 24′ 19″ nord, 3° 20′ 32″ est    |       |
| Château de Peyrat                                                         | Tourbes                             | Hérault                 | Occitanie                  | classé     | « PA00103739 », notice no PA00103739 | 43° 27′ 53″ nord, 3° 21′ 55″ est    |       |
| Château de Cambous                                                        | Viols-en-Laval                      | Hérault                 | Occitanie                  | classé     | « PA00103762 », notice no PA00103762 | 43° 45′ 15″ nord, 3° 43′ 32″ est    |       |
| Opéra de Rennes, théâtre et immeubles dits Galeries du Théâtre            | Rennes                              | Ille-et-Vilaine         | Bretagne                   | inscrit    | « PA00090754 », notice no PA00090754 | 48° 06′ 40″ nord, 1° 40′ 43″ ouest  |       |
| Hôtel de Chavigny                                                         | Chinon                              | Indre-et-Loire          | Centre-Val de Loire        | inscrit    | « PA00097670 », notice no PA00097670 | 47° 10′ 02″ nord, 0° 14′ 47″ est    |       |
| Château de Saché                                                          | Saché                               | Indre-et-Loire          | Centre-Val de Loire        | classé     | « PA00098051 », notice no PA00098051 | 47° 14′ 45″ nord, 0° 32′ 41″ est    |       |
| Abbaye de Marmoutier                                                      | Tours                               | Indre-et-Loire          | Centre-Val de Loire        | classé     | « PA00098129 », notice no PA00098129 | 47° 24′ 09″ nord, 0° 43′ 02″ est    |       |
| Église Saint-Jean de Beaumont                                             | Tours                               | Indre-et-Loire          | Centre-Val de Loire        | inscrit    | « PA00098152 », notice no PA00098152 | 47° 22′ 57″ nord, 0° 40′ 19″ est    |       |
| Musée des beaux-arts                                                      | Tours                               | Indre-et-Loire          | Centre-Val de Loire        | classé     | « PA00098132 », notice no PA00098132 | 47° 23′ 42″ nord, 0° 41′ 40″ est    |       |
| Éperon barré d'Annoisin-Chatelans                                         | Annoisin-Chatelans                  | Isère                   | Auvergne-Rhône-Alpes       | inscrit    | « PA00117116 », notice no PA00117116 | 45° 47′ 24″ nord, 5° 18′ 00″ est    |       |
| Château de Moidière                                                       | Bonnefamille                        | Isère                   | Auvergne-Rhône-Alpes       | inscrit    | « PA00117125 », notice no PA00117125 | 45° 35′ 45″ nord, 5° 07′ 31″ est    |       |
| Église Saint-Martin de La Buisse                                          | La Buisse                           | Isère                   | Auvergne-Rhône-Alpes       | inscrit    | « PA00117130 », notice no PA00117130 | 45° 20′ 06″ nord, 5° 37′ 23″ est    |       |
| Château de Clermont                                                       | Chirens                             | Isère                   | Auvergne-Rhône-Alpes       | classé     | « PA00117135 », notice no PA00117135 | 45° 25′ 03″ nord, 5° 32′ 11″ est    |       |
| Hôtel de ville de La Côte-Saint-André                                     | La Côte-Saint-André                 | Isère                   | Auvergne-Rhône-Alpes       | inscrit    | « PA00117145 », notice no PA00117145 | 45° 23′ 39″ nord, 5° 15′ 37″ est    |       |
| Château de La Côte-Saint-André                                            | La Côte-Saint-André                 | Isère                   | Auvergne-Rhône-Alpes       | classé     | « PA00117141 », notice no PA00117141 | 45° 23′ 43″ nord, 5° 15′ 43″ est    |       |
| Couvent de la Visitation                                                  | Crémieu                             | Isère                   | Auvergne-Rhône-Alpes       | inscrit    | « PA00117154 », notice no PA00117154 | 45° 43′ 36″ nord, 5° 15′ 10″ est    |       |
| Maison Vaucanson                                                          | Grenoble                            | Isère                   | Auvergne-Rhône-Alpes       | inscrit    | « PA00117191 », notice no PA00117191 | 45° 11′ 37″ nord, 5° 43′ 53″ est    |       |
| Éperon barré d'Hières-sur-Amby - Site de Larina                           | Hières-sur-Amby                     | Isère                   | Auvergne-Rhône-Alpes       | classé     | « PA00117206 », notice no PA00117206 | 45° 47′ 35″ nord, 5° 18′ 00″ est    |       |
| Maison                                                                    | Vienne                              | Isère                   | Auvergne-Rhône-Alpes       | inscrit    | « PA00117340 », notice no PA00117340 | 45° 31′ 37″ nord, 4° 52′ 25″ est    |       |
| Château de Voissant                                                       | Voissant                            | Isère                   | Auvergne-Rhône-Alpes       | inscrit    | « PA00117358 », notice no PA00117358 | 45° 29′ 06″ nord, 5° 42′ 43″ est    |       |
| Hôtel Saint-Martin-d'Agès                                                 | Dax                                 | Landes                  | Nouvelle-Aquitaine         | inscrit    | « PA00083941 », notice no PA00083941 | 43° 42′ 34″ nord, 1° 03′ 09″ ouest  |       |
| Château de Chenereilles                                                   | Chenereilles                        | Loire                   | Auvergne-Rhône-Alpes       | classé     | « PA00117465 », notice no PA00117465 | 45° 29′ 05″ nord, 4° 04′ 47″ est    |       |
| Forum gallo-romain de Feurs                                               | Feurs                               | Loire                   | Auvergne-Rhône-Alpes       | inscrit    | « PA00117485 », notice no PA00117485 |                                     |       |
| Prieuré de Pommiers                                                       | Pommiers                            | Loire                   | Auvergne-Rhône-Alpes       | classé     | « PA00117547 », notice no PA00117547 | 45° 49′ 44″ nord, 4° 03′ 51″ est    |       |
| Église Saint-Pierre de Saint-Chamond                                      | Saint-Chamond                       | Loire                   | Auvergne-Rhône-Alpes       | classé     | « PA00117590 », notice no PA00117590 | 45° 28′ 43″ nord, 4° 30′ 48″ est    |       |
| Maison des Chanoines                                                      | Saint-Chamond                       | Loire                   | Auvergne-Rhône-Alpes       | classé     | « PA00117592 », notice no PA00117592 | 45° 28′ 39″ nord, 4° 30′ 28″ est    |       |
| Maison du cadran solaire                                                  | Saint-Haon-le-Châtel                | Loire                   | Auvergne-Rhône-Alpes       | classé     | « PA00117623 », notice no PA00117623 | 46° 04′ 00″ nord, 3° 54′ 49″ est    |       |
| Manoir du Colombier                                                       | Saint-Marcellin-en-Forez            | Loire                   | Auvergne-Rhône-Alpes       | inscrit    | « PA00117647 », notice no PA00117647 | 45° 29′ 55″ nord, 4° 10′ 05″ est    |       |
| Dolmen du Pré d'Air                                                       | Pornic                              | Loire-Atlantique        | Pays de la Loire           | inscrit    | « PA00108775 », notice no PA00108775 | 47° 06′ 08″ nord, 2° 04′ 47″ ouest  |       |
| Folie de la Gibraye                                                       | Saint-Sébastien-sur-Loire           | Loire-Atlantique        | Pays de la Loire           | classé     | « PA00108821 », notice no PA00108821 | 47° 12′ 26″ nord, 1° 30′ 59″ ouest  |       |
| Menhir de Briangault                                                      | Sion-les-Mines                      | Loire-Atlantique        | Pays de la Loire           | classé     | « PA00108827 », notice no PA00108827 | 47° 42′ 06″ nord, 1° 32′ 54″ ouest  |       |
| Roche à la Bergère                                                        | Sion-les-Mines                      | Loire-Atlantique        | Pays de la Loire           | classé     | « PA00108830 », notice no PA00108830 | 47° 42′ 06″ nord, 1° 36′ 47″ ouest  |       |
| Grande Pierre                                                             | Louzouer                            | Loiret                  | Centre-Val de Loire        | inscrit    | « PA00098809 », notice no PA00098809 | 48° 02′ 39″ nord, 2° 51′ 48″ est    |       |
| Maison du Roy                                                             | Casteljaloux                        | Lot-et-Garonne          | Nouvelle-Aquitaine         | inscrit    | « PA00084088 », notice no PA00084088 | 44° 18′ 53″ nord, 0° 05′ 22″ est    |       |
| Ensemble d'architecture rurale                                            | Fraissinet-de-Lozère                | Lozère                  | Occitanie                  | inscrit    | « PA00103822 », notice no PA00103822 | 44° 22′ 28″ nord, 3° 42′ 05″ est    |       |
| Château d'Apcher                                                          | Prunières                           | Lozère                  | Occitanie                  | classé     | « PA00103906 », notice no PA00103906 | 44° 48′ 59″ nord, 3° 19′ 20″ est    |       |
| Hôtel Nepveu d'Urbé                                                       | Angers                              | Maine-et-Loire          | Pays de la Loire           | inscrit    | « PA00108885 », notice no PA00108885 | 47° 28′ 19″ nord, 0° 33′ 03″ ouest  |       |
| Hôtel de Crespy                                                           | Angers                              | Maine-et-Loire          | Pays de la Loire           | inscrit    | « PA00108886 », notice no PA00108886 | 47° 28′ 25″ nord, 0° 33′ 01″ ouest  |       |
| Château de la Perrière                                                    | Avrillé                             | Maine-et-Loire          | Pays de la Loire           | classé     | « PA00108953 », notice no PA00108953 | 47° 30′ 25″ nord, 0° 35′ 13″ ouest  |       |
| Pierre couverte de la Planche                                             | Noyant-Villages                     | Maine-et-Loire          | Pays de la Loire           | inscrit    | « PA00109000 », notice no PA00109000 | 47° 34′ 48″ nord, 0° 09′ 11″ est    |       |
| Dolmen de Chantepierre                                                    | Noyant-Villages                     | Maine-et-Loire          | Pays de la Loire           | classé     | « PA00108999 », notice no PA00108999 | 47° 34′ 25″ nord, 0° 10′ 29″ est    |       |
| Menhir et dolmen de l'Aurière                                             | Noyant-Villages                     | Maine-et-Loire          | Pays de la Loire           | classé     | « PA00109051 », notice no PA00109051 | 47° 35′ 11″ nord, 0° 08′ 24″ est    |       |
| Dolmen des Dormans                                                        | Épieds                              | Maine-et-Loire          | Pays de la Loire           | classé     | « PA00109099 », notice no PA00109099 | 47° 06′ 18″ nord, 0° 03′ 00″ ouest  |       |
| Nymphée gallo-romain                                                      | Gennes-Val-de-Loire                 | Maine-et-Loire          | Pays de la Loire           | classé     | « PA00109126 », notice no PA00109126 | 47° 20′ 15″ nord, 0° 13′ 58″ ouest  |       |
| Pierre levée de Charbonneau                                               | Sèvremoine                          | Maine-et-Loire          | Pays de la Loire           | inscrit    | « PA00109244 », notice no PA00109244 | 47° 06′ 17″ nord, 1° 04′ 49″ ouest  |       |
| Menhir du moulin à vent de Normandeau                                     | Sèvremoine                          | Maine-et-Loire          | Pays de la Loire           | classé     | « PA00109243 », notice no PA00109243 | 47° 06′ 31″ nord, 1° 04′ 11″ ouest  |       |
| Ancienne loge maçonnique                                                  | Carentan                            | Manche                  | Normandie                  | inscrit    | « PA00110353 », notice no PA00110353 | 49° 18′ 21″ nord, 1° 14′ 30″ ouest  |       |
| Manoir du But et son moulin                                               | Saint-Germain-le-Gaillard           | Manche                  | Normandie                  | inscrit    | « PA00110571 », notice no PA00110571 | 49° 30′ 09″ nord, 1° 47′ 57″ ouest  |       |
| Hôtel                                                                     | Châlons-en-Champagne                | Marne                   | Grand Est                  | inscrit    | « PA00078624 », notice no PA00078624 | 48° 57′ 15″ nord, 4° 21′ 52″ est    |       |
| Abbaye Saint-Pierre d'Hautvillers                                         | Hautvillers                         | Marne                   | Grand Est                  | classé     | « PA00078717 », notice no PA00078717 | 49° 04′ 55″ nord, 3° 56′ 28″ est    |       |
| Bibliothèque Carnegie                                                     | Reims                               | Marne                   | Grand Est                  | inscrit    | « PA00078775 », notice no PA00078775 | 49° 15′ 11″ nord, 4° 02′ 07″ est    |       |
| Hôtel de Montfrand                                                        | Laval (Mayenne)                     | Mayenne                 | Pays de la Loire           | inscrit    | « PA00109537 », notice no PA00109537 | 48° 04′ 12″ nord, 0° 45′ 51″ ouest  |       |
| Fours à chaux de Parné-sur-Roc                                            | Parné-sur-Roc                       | Mayenne                 | Pays de la Loire           | inscrit    | « PA00109576 », notice no PA00109576 | 48° 00′ 20″ nord, 0° 40′ 18″ ouest  |       |
| Château d'Haroué                                                          | Haroué                              | Meurthe-et-Moselle      | Grand Est                  | classé     | « PA00106043 », notice no PA00106043 | 48° 27′ 56″ nord, 6° 10′ 48″ est    |       |
| Hôtel de ville de Commercy                                                | Commercy                            | Meuse                   | Grand Est                  | classé     | « PA00106512 », notice no PA00106512 | 48° 45′ 41″ nord, 5° 35′ 36″ est    |       |
| Église Sainte-Catherine de Fains-les-Sources                              | Fains-Véel                          | Meuse                   | Grand Est                  | classé     | « PA00106535 », notice no PA00106535 | 48° 47′ 23″ nord, 5° 07′ 28″ est    |       |
| Église Notre-Dame de Benoîte-Vaux                                         | Rambluzin-et-Benoite-Vaux           | Meuse                   | Grand Est                  | classé     | « PA00106603 », notice no PA00106603 | 48° 58′ 40″ nord, 5° 21′ 03″ est    |       |
| Chapelle expiatoire du Champ-des-Martyrs                                  | Brech                               | Morbihan                | Bretagne                   | classé     | « PA00091053 », notice no PA00091053 | 47° 41′ 10″ nord, 2° 59′ 27″ ouest  |       |
| Basilique Sainte-Anne d'Auray                                             | Sainte-Anne-d'Auray                 | Morbihan                | Bretagne                   | classé     | « PA00091658 », notice no PA00091658 | 47° 42′ 15″ nord, 2° 57′ 12″ ouest  |       |
| Tumulus de la Lande du Semis                                              | Sauzon                              | Morbihan                | Bretagne                   | inscrit    | « PA00091734 », notice no PA00091734 | 47° 20′ 53″ nord, 3° 14′ 32″ ouest  |       |
| Église Saint-Gorgon de Lessy                                              | Lessy                               | Moselle                 | Grand Est                  | inscrit    | « PA00106795 », notice no PA00106795 | 49° 07′ 16″ nord, 6° 05′ 40″ est    |       |
| Église Saint-Pierre de Norroy-le-Veneur                                   | Norroy-le-Veneur                    | Moselle                 | Grand Est                  | classé     | « PA00106929 », notice no PA00106929 | 49° 10′ 48″ nord, 6° 06′ 19″ est    |       |
| Pressoir à bascule de Nouilly                                             | Nouilly                             | Moselle                 | Grand Est                  | inscrit    | « PA00106930 », notice no PA00106930 | 49° 08′ 07″ nord, 6° 15′ 25″ est    |       |
| Villa Weiherstein                                                         | Sarrebourg                          | Moselle                 | Grand Est                  | inscrit    | « PA00107000 », notice no PA00107000 | 48° 44′ 20″ nord, 7° 03′ 26″ est    |       |
| Château de Brinon-sur-Beuvron                                             | Brinon-sur-Beuvron                  | Nièvre                  | Bourgogne-Franche-Comté    | inscrit    | « PA00112813 », notice no PA00112813 | 47° 17′ 08″ nord, 3° 29′ 27″ est    |       |
| Château des Granges                                                       | Suilly-la-Tour                      | Nièvre                  | Bourgogne-Franche-Comté    | inscrit    | « PA00113027 », notice no PA00113027 | 47° 20′ 27″ nord, 3° 03′ 09″ est    |       |
| Château (ancienne maison de campagne de l'abbaye Saint-Aubert-de-Cambrai) | Avesnes-le-Sec                      | Nord                    | Hauts-de-France            | classé     | « PA00107357 », notice no PA00107357 | 50° 15′ 10″ nord, 3° 22′ 24″ est    |       |
| Château d'Engelshof                                                       | Bambecque                           | Nord                    | Hauts-de-France            | inscrit    | « PA00107361 », notice no PA00107361 | 50° 53′ 59″ nord, 2° 32′ 26″ est    |       |
| Ancien Hospice Saint-Jean                                                 | Bourbourg                           | Nord                    | Hauts-de-France            | inscrit    | « PA00107384 », notice no PA00107384 | 50° 56′ 52″ nord, 2° 11′ 44″ est    |       |
| Immeuble abritant le marché au poisson et les sapeurs-pompiers            | Bourbourg                           | Nord                    | Hauts-de-France            | inscrit    | « PA00107385 », notice no PA00107385 | 50° 56′ 50″ nord, 2° 11′ 49″ est    |       |
| Ancien Hôtel-Dieu                                                         | Douai                               | Nord                    | Hauts-de-France            | classé     | « PA00107457 », notice no PA00107457 | 50° 22′ 23″ nord, 3° 04′ 38″ est    |       |
| Motte féodale                                                             | Lederzeele                          | Nord                    | Hauts-de-France            | inscrit    | « PA00107562 », notice no PA00107562 | 50° 48′ 30″ nord, 2° 18′ 49″ est    |       |
| Château                                                                   | Lewarde                             | Nord                    | Hauts-de-France            | inscrit    | « PA00107564 », notice no PA00107564 | 50° 20′ 15″ nord, 3° 09′ 53″ est    |       |
| Église Saint-Omer de Quaëdypre                                            | Quaëdypre                           | Nord                    | Hauts-de-France            | classé     | « PA00107776 », notice no PA00107776 | 50° 56′ 10″ nord, 2° 27′ 14″ est    |       |
| Église Notre-Dame                                                         | Roubaix                             | Nord                    | Hauts-de-France            | inscrit    | « PA00107789 », notice no PA00107789 | 50° 41′ 41″ nord, 3° 10′ 14″ est    |       |
| Château de Steenbourg                                                     | Steene                              | Nord                    | Hauts-de-France            | classé     | « PA00107826 », notice no PA00107826 | 50° 56′ 46″ nord, 2° 22′ 36″ est    |       |
| Château de Fresneaux-Montchevreuil                                        | Fresneaux-Montchevreuil             | Oise                    | Hauts-de-France            | inscrit    | « PA00114696 », notice no PA00114696 | 49° 17′ 07″ nord, 2° 00′ 30″ est    |       |
| Château de Raray                                                          | Raray                               | Oise                    | Hauts-de-France            | classé     | « PA00114826 », notice no PA00114826 | 49° 15′ 38″ nord, 2° 42′ 43″ est    |       |
| Abbaye Saint-Germer-de-Fly                                                | Saint-Germer-de-Fly                 | Oise                    | Hauts-de-France            | inscrit    | « PA00114859 », notice no PA00114859 | 49° 26′ 36″ nord, 1° 46′ 50″ est    |       |
| Église Sainte-Geneviève de Sainte-Geneviève                               | Sainte-Geneviève                    | Oise                    | Hauts-de-France            | inscrit    | « PA00114858 », notice no PA00114858 | 49° 17′ 22″ nord, 2° 11′ 50″ est    |       |
| Château de Troissereux                                                    | Troissereux                         | Oise                    | Hauts-de-France            | classé     | « PA00114931 », notice no PA00114931 | 49° 28′ 38″ nord, 2° 02′ 23″ est    |       |
| Église Notre-Dame de Courthioust                                          | Colonard-Corubert                   | Orne                    | Normandie                  | classé     | « PA00110778 », notice no PA00110778 | 48° 24′ 30″ nord, 0° 37′ 52″ est    |       |
| Prieuré de la Magdeleine de Réno                                          | Saint-Victor-de-Réno                | Orne                    | Normandie                  | inscrit    | « PA00110939 », notice no PA00110939 | 48° 30′ 14″ nord, 0° 41′ 08″ est    |       |
| Bains d'Odessa                                                            | 14e arrondissement de Paris         | Paris                   | Île-de-France              | inscrit    | « PA00086608 », notice no PA00086608 | 48° 50′ 34″ nord, 2° 19′ 28″ est    |       |
| École du Sacré-Cœur                                                       | 16e arrondissement de Paris         | Paris                   | Île-de-France              | inscrit    | « PA00086670 », notice no PA00086670 | 48° 50′ 26″ nord, 2° 15′ 38″ est    |       |
| Hôtel de Gunsburg                                                         | 17e arrondissement de Paris         | Paris                   | Île-de-France              | classé     | « PA00086723 », notice no PA00086723 | 48° 52′ 30″ nord, 2° 17′ 42″ est    |       |
| Restaurant Grand Véfour                                                   | 1er arrondissement de Paris         | Paris                   | Île-de-France              | inscrit    | « PA00085851 », notice no PA00085851 | 48° 51′ 58″ nord, 2° 20′ 17″ est    |       |
| Immeuble                                                                  | 1er arrondissement de Paris         | Paris                   | Île-de-France              | inscrit    | « PA00085922 », notice no PA00085922 | 48° 52′ 00″ nord, 2° 20′ 01″ est    |       |
| Chapelle du Père-Lachaise                                                 | 20e arrondissement de Paris         | Paris                   | Île-de-France              | inscrit    | « PA00086780 », notice no PA00086780 | 48° 51′ 40″ nord, 2° 23′ 34″ est    |       |
| Bibliothèque nationale de France                                          | 2e arrondissement de Paris          | Paris                   | Île-de-France              | inscrit    | « PA00086009 », notice no PA00086009 | 48° 52′ 04″ nord, 2° 20′ 17″ est    |       |
| Église Notre-Dame-de-Bonne-Nouvelle                                       | 2e arrondissement de Paris          | Paris                   | Île-de-France              | classé     | « PA00086016 », notice no PA00086016 | 48° 52′ 11″ nord, 2° 21′ 00″ est    |       |
| Hôtel de Percy                                                            | 3e arrondissement de Paris          | Paris                   | Île-de-France              | classé     | « PA00086153 », notice no PA00086153 | 48° 51′ 35″ nord, 2° 21′ 46″ est    |       |
| Immeuble                                                                  | 4e arrondissement de Paris          | Paris                   | Île-de-France              | inscrit    | « PA00086338 », notice no PA00086338 | 48° 51′ 11″ nord, 2° 21′ 12″ est    |       |
| Immeuble                                                                  | 4e arrondissement de Paris          | Paris                   | Île-de-France              | inscrit    | « PA00086362 », notice no PA00086362 | 48° 51′ 05″ nord, 2° 21′ 20″ est    |       |
| Immeuble                                                                  | 4e arrondissement de Paris          | Paris                   | Île-de-France              | inscrit    | « PA00086329 », notice no PA00086329 | 48° 51′ 05″ nord, 2° 21′ 34″ est    |       |
| Église Notre-Dame-des-Blancs-Manteaux                                     | 4e arrondissement de Paris          | Paris                   | Île-de-France              | classé     | « PA00086472 », notice no PA00086472 | 48° 51′ 32″ nord, 2° 21′ 29″ est    |       |
| Grande Mosquée de Paris et Institut musulman                              | 5e arrondissement de Paris          | Paris                   | Île-de-France              | inscrit    | « PA00088481 », notice no PA00088481 | 48° 50′ 32″ nord, 2° 21′ 18″ est    |       |
| Hôtel Lesseville                                                          | 5e arrondissement de Paris          | Paris                   | Île-de-France              | inscrit    | « PA00088430 », notice no PA00088430 | 48° 51′ 07″ nord, 2° 20′ 48″ est    |       |
| Chez Chartier (actuel restaurant Le Vagenende)                            | 6e arrondissement de Paris          | Paris                   | Île-de-France              | inscrit    | « PA00088661 », notice no PA00088661 | 48° 51′ 11″ nord, 2° 20′ 15″ est    |       |
| Hôtel de Vilette                                                          | 7e arrondissement de Paris          | Paris                   | Île-de-France              | inscrit    | « PA00088745 », notice no PA00088745 | 48° 51′ 33″ nord, 2° 19′ 49″ est    |       |
| Abbaye de Penthemont                                                      | 7e arrondissement de Paris          | Paris                   | Île-de-France              | classé     | « PA00088671 », notice no PA00088671 | 48° 51′ 24″ nord, 2° 19′ 19″ est    |       |
| Cinéma La Pagode                                                          | 7e arrondissement de Paris          | Paris                   | Île-de-France              | inscrit    | « PA00088680 », notice no PA00088680 | 48° 51′ 06″ nord, 2° 19′ 00″ est    |       |
| Restaurant La Fermette Marbeuf                                            | 8e arrondissement de Paris          | Paris                   | Île-de-France              | inscrit    | « PA00088882 », notice no PA00088882 | 48° 52′ 03″ nord, 2° 18′ 07″ est    |       |
| Église Saint-Eugène-Sainte-Cécile                                         | 9e arrondissement de Paris          | Paris                   | Île-de-France              | classé     | « PA00088907 », notice no PA00088907 | 48° 52′ 23″ nord, 2° 20′ 50″ est    |       |
| Abbaye des Prémontrés de Licques                                          | Licques                             | Pas-de-Calais           | Hauts-de-France            | classé     | « PA00108330 », notice no PA00108330 | 50° 47′ 03″ nord, 1° 55′ 54″ est    |       |
| Moulin à papier de Richard-de-Bas                                         | Ambert                              | Puy-de-Dôme             | Auvergne-Rhône-Alpes       | classé     | « PA00091859 », notice no PA00091859 | 45° 32′ 36″ nord, 3° 47′ 21″ est    |       |
| Manoir d'Apchat                                                           | Apchat                              | Puy-de-Dôme             | Auvergne-Rhône-Alpes       | inscrit    | « PA00091863 », notice no PA00091863 | 45° 23′ 23″ nord, 3° 08′ 46″ est    |       |
| Église Saint-Blaise d'Auzelles                                            | Auzelles                            | Puy-de-Dôme             | Auvergne-Rhône-Alpes       | classé     | « PA00091880 », notice no PA00091880 | 45° 36′ 08″ nord, 3° 30′ 38″ est    |       |
| Église Saint-Loup                                                         | Billom                              | Puy-de-Dôme             | Auvergne-Rhône-Alpes       | classé     | « PA00091905 », notice no PA00091905 | 45° 43′ 21″ nord, 3° 20′ 15″ est    |       |
| Hôtel Charrier                                                            | Issoire                             | Puy-de-Dôme             | Auvergne-Rhône-Alpes       | inscrit    | « PA00092140 », notice no PA00092140 | 45° 32′ 38″ nord, 3° 14′ 53″ est    |       |
| Église Saint-Pierre-aux-Liens de Moissat-Bas                              | Moissat                             | Puy-de-Dôme             | Auvergne-Rhône-Alpes       | classé     | « PA00092189 », notice no PA00092189 | 45° 46′ 45″ nord, 3° 21′ 47″ est    |       |
| Maison des Consuls                                                        | Thiers                              | Puy-de-Dôme             | Auvergne-Rhône-Alpes       | inscrit    | « PA00092435 », notice no PA00092435 | 45° 51′ 08″ nord, 3° 32′ 54″ est    |       |
| Borne de justice de Vensat                                                | Vensat                              | Puy-de-Dôme             | Auvergne-Rhône-Alpes       | inscrit    | « PA00092455 », notice no PA00092455 |                                     |       |
| Enceinte protohistorique de Béguios                                       | Béguios                             | Pyrénées-Atlantiques    | Nouvelle-Aquitaine         | inscrit    | « PA00084347 », notice no PA00084347 | 43° 20′ 49″ nord, 1° 06′ 33″ ouest  |       |
| Fortifications protohistoriques de Castelgayha                            | Chéraute                            | Pyrénées-Atlantiques    | Nouvelle-Aquitaine         | inscrit    | « PA00084373 », notice no PA00084373 | 43° 13′ 38″ nord, 0° 48′ 54″ ouest  |       |
| Église Saint-Assiscle et Sainte-Victoire de Villeneuve-des-Escaldes       | Angoustrine-Villeneuve-des-Escaldes | Pyrénées-Orientales     | Occitanie                  | inscrit    | « PA00103952 », notice no PA00103952 | 42° 28′ 39″ nord, 1° 57′ 09″ est    |       |
| Église Sainte-Marie de Riquer                                             | Catllar                             | Pyrénées-Orientales     | Occitanie                  | classé     | « PA00103984 », notice no PA00103984 | 42° 37′ 55″ nord, 2° 25′ 35″ est    |       |
| Église Saint-Pierre de Fillols                                            | Fillols                             | Pyrénées-Orientales     | Occitanie                  | inscrit    | « PA00104027 », notice no PA00104027 | 42° 33′ 41″ nord, 2° 24′ 31″ est    |       |
| Maison                                                                    | Ille-sur-Têt                        | Pyrénées-Orientales     | Occitanie                  | inscrit    | « PA00104041 », notice no PA00104041 | 42° 40′ 16″ nord, 2° 37′ 08″ est    |       |
| Église de la Réal                                                         | Perpignan                           | Pyrénées-Orientales     | Occitanie                  | classé     | « PA00104074 », notice no PA00104074 | 42° 41′ 48″ nord, 2° 53′ 51″ est    |       |
| Caserne Saint-Jacques                                                     | Perpignan                           | Pyrénées-Orientales     | Occitanie                  | inscrit    | « PA00104065 », notice no PA00104065 | 42° 41′ 56″ nord, 2° 54′ 05″ est    |       |
| Église Notre-Dame-de-l'Assomption de Sainte-Marie                         | Sainte-Marie                        | Pyrénées-Orientales     | Occitanie                  | classé     | « PA00104123 », notice no PA00104123 | 42° 43′ 38″ nord, 3° 01′ 00″ est    |       |
| Église Saint-Valentin de Corts (dite aussi Tour de Corts)                 | Taurinya                            | Pyrénées-Orientales     | Occitanie                  | inscrit    | « PA00104139 », notice no PA00104139 | 42° 34′ 59″ nord, 2° 25′ 04″ est    |       |
| Maison Alazet                                                             | Villefranche-de-Conflent            | Pyrénées-Orientales     | Occitanie                  | inscrit    | « PA00104153 », notice no PA00104153 | 42° 35′ 14″ nord, 2° 22′ 07″ est    |       |
| Prieuré Sainte-Marie du Vilar                                             | Villelongue-dels-Monts              | Pyrénées-Orientales     | Occitanie                  | classé     | « PA00104175 », notice no PA00104175 | 42° 30′ 36″ nord, 2° 54′ 19″ est    |       |
| Maison Martin-Valliamée                                                   | Saint-André                         | La Réunion              | La Réunion                 | classé     | « PA00105809 », notice no PA00105809 | 20° 56′ 59″ sud, 55° 39′ 29″ est    |       |
| Manoir du Martelet                                                        | Limas                               | Rhône                   | Auvergne-Rhône-Alpes       | inscrit    | « PA00117778 », notice no PA00117778 | 45° 58′ 28″ nord, 4° 42′ 46″ est    |       |
| Immeuble                                                                  | 2e arrondissement de Lyon           | Rhône                   | Auvergne-Rhône-Alpes       | classé     | « PA00117871 », notice no PA00117871 | 45° 45′ 45″ nord, 4° 49′ 54″ est    |       |
| Immeuble                                                                  | 2e arrondissement de Lyon           | Rhône                   | Auvergne-Rhône-Alpes       | inscrit    | « PA00117875 », notice no PA00117875 | 45° 45′ 21″ nord, 4° 49′ 46″ est    |       |
| Sanctuaire de Cybèle                                                      | 5e arrondissement de Lyon           | Rhône                   | Auvergne-Rhône-Alpes       | classé     | « PA00117988 », notice no PA00117988 | 45° 45′ 35″ nord, 4° 49′ 06″ est    |       |
| Immeuble Le Castel                                                        | Oullins                             | Rhône                   | Auvergne-Rhône-Alpes       | classé     | « PA00118012 », notice no PA00118012 | 45° 42′ 53″ nord, 4° 48′ 16″ est    |       |
| Chapelle Saint-Jean-Baptiste de La Chapelle                               | Quincieux                           | Rhône                   | Auvergne-Rhône-Alpes       | inscrit    | « PA00118019 », notice no PA00118019 | 45° 54′ 32″ nord, 4° 45′ 32″ est    |       |
| site archéologique de Saint-Romain-en-Gal                                 | Saint-Romain-en-Gal                 | Rhône                   | Auvergne-Rhône-Alpes       | classé     | « PA00118058 », notice no PA00118058 | 45° 31′ 46″ nord, 4° 52′ 15″ est    |       |
| Ancien prieuré de Tarare                                                  | Tarare                              | Rhône                   | Auvergne-Rhône-Alpes       | inscrit    | « PA00118072 », notice no PA00118072 | 45° 53′ 50″ nord, 4° 25′ 55″ est    |       |
| Château de Berzé                                                          | Berzé-le-Châtel                     | Saône-et-Loire          | Bourgogne-Franche-Comté    | classé     | « PA00113115 », notice no PA00113115 | 46° 23′ 06″ nord, 4° 41′ 19″ est    |       |
| Château de Bresse-sur-Grosne                                              | Bresse-sur-Grosne                   | Saône-et-Loire          | Bourgogne-Franche-Comté    | inscrit    | « PA00113133 », notice no PA00113133 | 46° 35′ 33″ nord, 4° 44′ 28″ est    |       |
| Château de Demigny                                                        | Demigny                             | Saône-et-Loire          | Bourgogne-Franche-Comté    | inscrit    | « PA00113265 », notice no PA00113265 | 46° 55′ 28″ nord, 4° 50′ 29″ est    |       |
| Château d'Arcy                                                            | Vindecy                             | Saône-et-Loire          | Bourgogne-Franche-Comté    | inscrit    | « PA00113528 », notice no PA00113528 | 46° 20′ 20″ nord, 4° 00′ 34″ est    |       |
| Menhir de Courtevrais                                                     | Nogent-le-Bernard                   | Sarthe                  | Pays de la Loire           | classé     | « PA00109891 », notice no PA00109891 | 48° 13′ 16″ nord, 0° 28′ 52″ est    |       |
| Abbaye du Perray-Neuf                                                     | Précigné                            | Sarthe                  | Pays de la Loire           | classé     | « PA00109913 », notice no PA00109913 | 47° 47′ 08″ nord, 0° 19′ 14″ ouest  |       |
| Manoir de l'Aurière                                                       | Loir-en-Vallée                      | Sarthe                  | Pays de la Loire           | inscrit    | « PA00109923 », notice no PA00109923 | 47° 44′ 20″ nord, 0° 36′ 09″ est    |       |
| Château de Sablé                                                          | Sablé-sur-Sarthe                    | Sarthe                  | Pays de la Loire           | inscrit    | « PA00109924 », notice no PA00109924 | 47° 50′ 17″ nord, 0° 19′ 58″ ouest  |       |
| Tour de Montmayeur                                                        | Aime                                | Savoie                  | Auvergne-Rhône-Alpes       | inscrit    | « PA00118160 », notice no PA00118160 | 45° 33′ 17″ nord, 6° 39′ 07″ est    |       |
| Barrière de l'Esseillon                                                   | Aussois                             | Savoie                  | Auvergne-Rhône-Alpes       | classé     | « PA00118187 », notice no PA00118187 | 45° 12′ 58″ nord, 6° 44′ 13″ est    |       |
| Barrière de l'Esseillon                                                   | Aussois                             | Savoie                  | Auvergne-Rhône-Alpes       | classé     | « PA00118188 », notice no PA00118188 | 45° 13′ 17″ nord, 6° 44′ 05″ est    |       |
| Château du Bourget                                                        | Le Bourget-du-Lac                   | Savoie                  | Auvergne-Rhône-Alpes       | classé     | « PA00118216 », notice no PA00118216 | 45° 39′ 06″ nord, 5° 51′ 53″ est    |       |
| Tour de la Cure                                                           | Montvalezan                         | Savoie                  | Auvergne-Rhône-Alpes       | inscrit    | « PA00118281 », notice no PA00118281 | 45° 36′ 44″ nord, 6° 50′ 44″ est    |       |
| Sanctuaire de Notre-Dame des Vernettes                                    | Peisey-Nancroix                     | Savoie                  | Auvergne-Rhône-Alpes       | inscrit    | « PA00118287 », notice no PA00118287 | 45° 32′ 27″ nord, 6° 46′ 56″ est    |       |
| Vestiges gallo-romains de Châteaubleau                                    | Châteaubleau                        | Seine-et-Marne          | Île-de-France              | classé     | « PA00086877 », notice no PA00086877 | 48° 35′ 18″ nord, 3° 06′ 42″ est    |       |
| Église Sainte-Geneviève de Cucharmoy                                      | Cucharmoy                           | Seine-et-Marne          | Île-de-France              | classé     | « PA00086922 », notice no PA00086922 | 48° 34′ 57″ nord, 3° 11′ 35″ est    |       |
| Église Saint-Pierre de Mauperthuis                                        | Mauperthuis                         | Seine-et-Marne          | Île-de-France              | inscrit    | « PA00087084 », notice no PA00087084 | 48° 46′ 04″ nord, 3° 02′ 21″ est    |       |
| Colombier de Mauperthuis                                                  | Mauperthuis                         | Seine-et-Marne          | Île-de-France              | inscrit    | « PA00087082 », notice no PA00087082 | 48° 46′ 03″ nord, 3° 02′ 11″ est    |       |
| Château d'Eu                                                              | Eu                                  | Seine-Maritime          | Normandie                  | inscrit    | « PA00100651 », notice no PA00100651 | 50° 02′ 58″ nord, 1° 25′ 02″ est    |       |
| Oppidum du Canada                                                         | Fécamp                              | Seine-Maritime          | Normandie                  | classé     | « PA00100662 », notice no PA00100662 | 49° 44′ 42″ nord, 0° 24′ 24″ est    |       |
| Manoir des Rocques                                                        | Villequier                          | Seine-Maritime          | Normandie                  | classé     | « PA00101089 », notice no PA00101089 | 49° 31′ 03″ nord, 0° 40′ 49″ est    |       |
| Carrière de Menchecourt                                                   | Abbeville                           | Somme                   | Hauts-de-France            | classé     | « PA00116014 », notice no PA00116014 | 50° 07′ 06″ nord, 1° 49′ 25″ est    |       |
| Carrière Carpentier                                                       | Abbeville                           | Somme                   | Hauts-de-France            | classé     | « PA00116013 », notice no PA00116013 | 50° 06′ 22″ nord, 1° 50′ 53″ est    |       |
| Gisement du bois de Montières                                             | Amiens                              | Somme                   | Hauts-de-France            | inscrit    | « PA00116056 », notice no PA00116056 | 49° 54′ 08″ nord, 2° 14′ 10″ est    |       |
| Château de Soult-Berg                                                     | Saint-Amans-Soult                   | Tarn                    | Occitanie                  | inscrit    | « PA00095629 », notice no PA00095629 | 43° 28′ 22″ nord, 2° 29′ 38″ est    |       |
| Château de Lastours                                                       | Réalville                           | Tarn-et-Garonne         | Occitanie                  | inscrit    | « PA00095856 », notice no PA00095856 | 44° 08′ 05″ nord, 1° 28′ 49″ est    |       |
| Marché couvert                                                            | Belfort                             | Territoire de Belfort   | Bourgogne-Franche-Comté    | inscrit    | « PA00101141 », notice no PA00101141 | 47° 38′ 27″ nord, 6° 51′ 38″ est    |       |
| Synagogue de Belfort                                                      | Belfort                             | Territoire de Belfort   | Bourgogne-Franche-Comté    | inscrit    | « PA00101143 », notice no PA00101143 | 47° 38′ 17″ nord, 6° 51′ 24″ est    |       |
| Vestiges gallo-romains de Vallangoujard                                   | Épiais-Rhus                         | Val-d'Oise              | Île-de-France              | inscrit    | « PA95000010 », notice no PA95000010 | 49° 08′ 05″ nord, 2° 05′ 22″ est    |       |
| Puits aérien                                                              | Trans-en-Provence                   | Var                     | Provence-Alpes-Côte d'Azur | inscrit    | « PA00081771 », notice no PA00081771 | 43° 30′ 00″ nord, 6° 29′ 05″ est    |       |
| Hôtel Madon de Châteaublanc                                               | Avignon                             | Vaucluse                | Provence-Alpes-Côte d'Azur | classé     | « PA00081862 », notice no PA00081862 | 43° 57′ 00″ nord, 4° 48′ 31″ est    |       |
| Hôtel Adhémar de Cransac                                                  | Avignon                             | Vaucluse                | Provence-Alpes-Côte d'Azur | classé     | « PA00081838 », notice no PA00081838 | 43° 57′ 01″ nord, 4° 48′ 30″ est    |       |
| Collégiale Saint-Didier                                                   | Avignon                             | Vaucluse                | Provence-Alpes-Côte d'Azur | classé     | « PA00081832 », notice no PA00081832 | 43° 56′ 48″ nord, 4° 48′ 27″ est    |       |
| Hôtel de Tonduti de Malijac                                               | Avignon                             | Vaucluse                | Provence-Alpes-Côte d'Azur | inscrit    | « PA00081877 », notice no PA00081877 | 43° 56′ 59″ nord, 4° 48′ 15″ est    |       |
| Camp retranché du Châtelard                                               | Bessay                              | Vendée                  | Pays de la Loire           | inscrit    | « PA00110046 », notice no PA00110046 | 46° 31′ 45″ nord, 1° 10′ 27″ ouest  |       |
| Maison Billaud                                                            | Fontenay-le-Comte                   | Vendée                  | Pays de la Loire           | classé     | « PA00110117 », notice no PA00110117 | 46° 28′ 03″ nord, 0° 48′ 19″ ouest  |       |
| Menhir des Roches-Baritaud                                                | Saint-Germain-de-Prinçay            | Vendée                  | Pays de la Loire           | classé     | « PA00110230 », notice no PA00110230 | 46° 43′ 49″ nord, 1° 03′ 49″ ouest  |       |
| Chapelle de la Dire                                                       | Saint-Michel-en-l'Herm              | Vendée                  | Pays de la Loire           | inscrit    | « PA00110257 », notice no PA00110257 | 46° 18′ 13″ nord, 1° 15′ 13″ ouest  |       |
| Immeuble le Palais                                                        | Croutelle                           | Vienne                  | Nouvelle-Aquitaine         | inscrit    | « PA00105444 », notice no PA00105444 | 46° 32′ 19″ nord, 0° 17′ 39″ est    |       |
| Château de Cibioux                                                        | Surin                               | Vienne                  | Nouvelle-Aquitaine         | inscrit    | « PA00105736 », notice no PA00105736 | 46° 04′ 32″ nord, 0° 21′ 48″ est    |       |
| Château des Roches                                                        | Vendeuvre-du-Poitou                 | Vienne                  | Nouvelle-Aquitaine         | classé     | « PA00105760 », notice no PA00105760 | 46° 43′ 42″ nord, 0° 18′ 47″ est    |       |
| Théâtre municipal                                                         | Neufchâteau                         | Vosges                  | Grand Est                  | classé     | « PA00107217 », notice no PA00107217 | 48° 21′ 14″ nord, 5° 41′ 44″ est    |       |
| Abbaye de Remiremont                                                      | Remiremont                          | Vosges                  | Grand Est                  | classé     | « PA00107253 », notice no PA00107253 | 48° 00′ 56″ nord, 6° 35′ 29″ est    |       |
| Abbaye Saint-Pierre                                                       | Senones                             | Vosges                  | Grand Est                  | inscrit    | « PA00107295 », notice no PA00107295 | 48° 23′ 37″ nord, 6° 58′ 50″ est    |       |
| Château d'Ancy-le-Franc                                                   | Ancy-le-Franc                       | Yonne                   | Bourgogne-Franche-Comté    | classé     | « PA00113570 », notice no PA00113570 | 47° 46′ 27″ nord, 4° 09′ 42″ est    |       |
| Château d'Annéot                                                          | Annéot                              | Yonne                   | Bourgogne-Franche-Comté    | inscrit    | « PA00113571 », notice no PA00113571 | 47° 31′ 09″ nord, 3° 52′ 58″ est    |       |
| Hôtel Deschamps de Charmelieu                                             | Auxerre                             | Yonne                   | Bourgogne-Franche-Comté    | classé     | « PA00113592 », notice no PA00113592 | 47° 47′ 40″ nord, 3° 34′ 04″ est    |       |
| Ancien château des comtes de Gondi                                        | Joigny                              | Yonne                   | Bourgogne-Franche-Comté    | classé     | « PA00113701 », notice no PA00113701 | 47° 58′ 57″ nord, 3° 23′ 54″ est    |       |
| Pont sur le Serein                                                        | Montréal                            | Yonne                   | Bourgogne-Franche-Comté    | inscrit    | « PA00113750 », notice no PA00113750 | 47° 32′ 40″ nord, 4° 02′ 51″ est    |       |
| Sept-Écluses                                                              | Rogny-les-Sept-Écluses              | Yonne                   | Bourgogne-Franche-Comté    | classé     | « PA00113799 », notice no PA00113799 | 47° 44′ 28″ nord, 2° 52′ 41″ est    |       |
| Église de Septfonds de Saint-Fargeau                                      | Saint-Fargeau                       | Yonne                   | Bourgogne-Franche-Comté    | inscrit    | « PA00113815 », notice no PA00113815 | 47° 42′ 07″ nord, 3° 05′ 52″ est    |       |
| Église Saint-Prix de Saints                                               | Saints                              | Yonne                   | Bourgogne-Franche-Comté    | classé     | « PA00113840 », notice no PA00113840 | 47° 37′ 16″ nord, 3° 15′ 44″ est    |       |
| Fontaine-abreuvoir-lavoir de Santigny                                     | Santigny                            | Yonne                   | Bourgogne-Franche-Comté    | classé     | « PA00113844 », notice no PA00113844 | 47° 34′ 05″ nord, 4° 07′ 20″ est    |       |
| Château de Ratilly                                                        | Treigny                             | Yonne                   | Bourgogne-Franche-Comté    | inscrit    | « PA00113917 », notice no PA00113917 | 47° 33′ 17″ nord, 3° 10′ 02″ est    |       |
| Église de Vignes                                                          | Vignes                              | Yonne                   | Bourgogne-Franche-Comté    | inscrit    | « PA00113938 », notice no PA00113938 | 47° 31′ 29″ nord, 4° 07′ 09″ est    |       |
| Chalet d'Ivan Tourgueniev et pavillon Viardot                             | Bougival                            | Yvelines                | Île-de-France              | inscrit    | « PA00087380 », notice no PA00087380 | 48° 51′ 58″ nord, 2° 08′ 49″ est    |       |
| Maison du clos des Metz                                                   | Jouy-en-Josas                       | Yvelines                | Île-de-France              | inscrit    | « PA00087464 », notice no PA00087464 | 48° 46′ 12″ nord, 2° 10′ 06″ est    |       |
| Propriété d'Émile Zola                                                    | Médan                               | Yvelines                | Île-de-France              | inscrit    | « PA00087534 », notice no PA00087534 | 48° 57′ 21″ nord, 1° 59′ 44″ est    |       |
| Église Saint-Pierre-Saint-Paul de Prunay-en-Yvelines                      | Prunay-en-Yvelines                  | Yvelines                | Île-de-France              | classé     | « PA00087577 », notice no PA00087577 | 48° 31′ 38″ nord, 1° 47′ 46″ est    |       |
| Château de Voisins                                                        | Saint-Hilarion                      | Yvelines                | Île-de-France              | classé     | « PA00087631 », notice no PA00087631 | 48° 37′ 51″ nord, 1° 45′ 22″ est    |       |